# Txoko

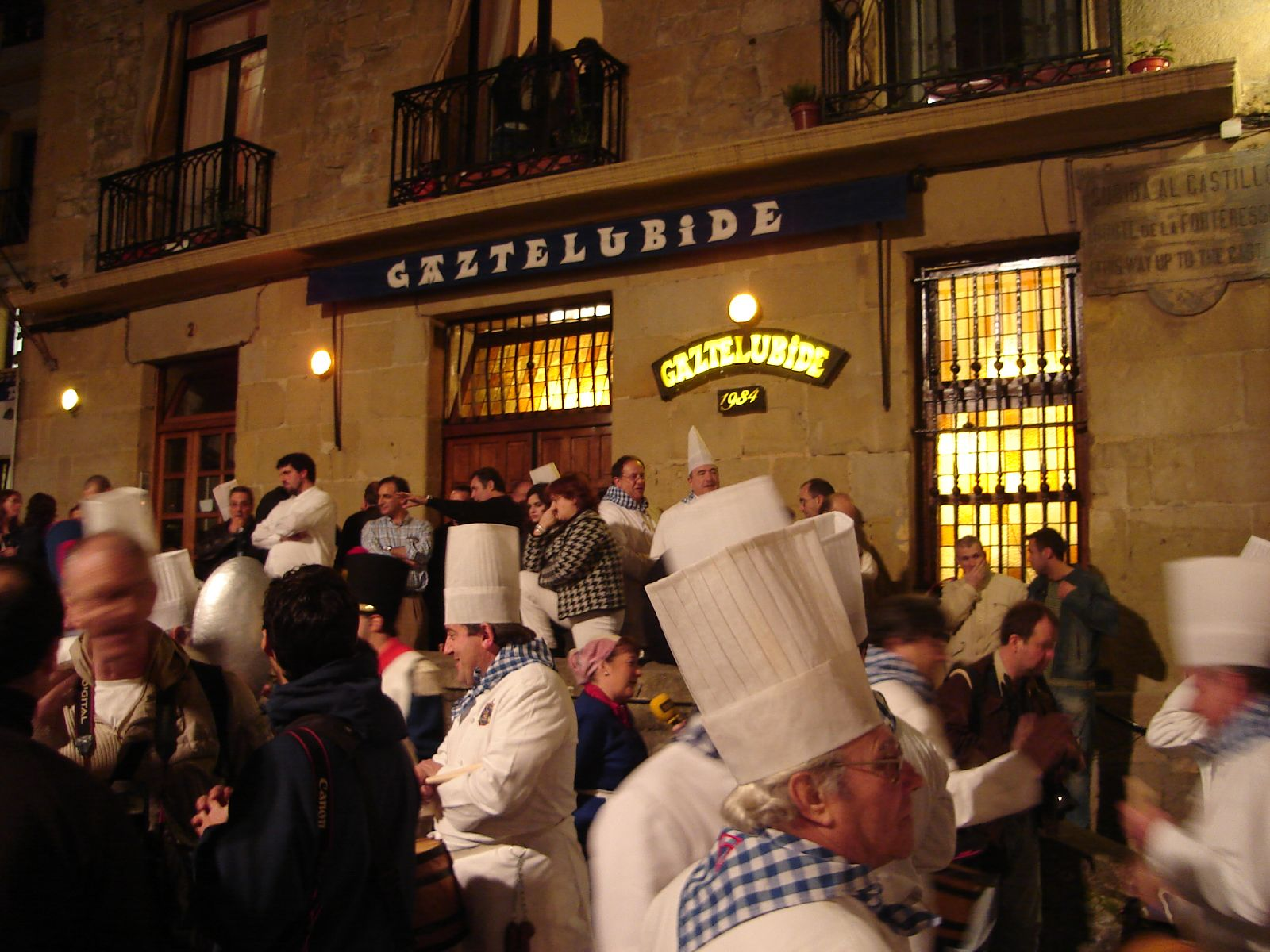
Reunião de chefs diante do txoko "Gaztelubide elkartea" de São Sebastião durante a tamborrada

Txoko é uma palavra basca que significa "recanto" (rincón em em castelhano: ) ou "sítio pequeno" e que é usada para designar as sedes de sociedades ou confrarias, geralmente gastronómicas, mas que também podem ser recreativas ou desportivas que existem sobretudo no  País Basco espanhol, mas também em Navarra e no País Basco francês. Em alguns lugares do País Basco também são conhecidas como sociedades. 

## Características e funcionamento
Essas sociedades são compostas por sócios, que frequentemente fazem parte da mesma cuadrilla[a] e a principal atividade é a realização de jantares e petiscos, tanto com a participação apenas dos sócios como com convidados. Os txokos podem também ser usados por um sócio para oferecer uma refeição a convidados seus. Uma das características principais dessas autênticas tertúlias gastronómicas é que quem cozinha (um sócio) o faz gratuitamente, enquanto que os produtos são levados pelos demais participantes no evento, exceto os produtos básicos de uso comum, que geralmente provêm da despensa do txoko, a qual é gerida pela sociedade. Após a realização do evento, fazem-se as contas, deixando-se a documentação respetiva e o dinheiro numa caixa que fica no txoko.
Normalmente cada sócio paga uma quota que serve para suportar os gastos comuns, como a limpeza, manutenção da sede, compra de equipamento e loiça, etc. Cada sócio paga o que consome. Tradicionalmente, todos os sócios são homens e até há pouco tempo as mulheres não podiam entrar nos txokos. Embora haja exceções a essa regra, é raro que se autorize a entrada de mulheres na cozinha. Há também alguns txokos, nomeadamente em Pamplona, que organizam periodicamente um jantar ao qual comparecem os sócios acompanhados pelas suas mulheres.
Por vezes os txokos confundem-se ou estão intimamente associadas com outro tipo de sociedades chamadas peñas. Estas são grupos de amigos ou companheiros que se reúnem frequentemente para conviverem ou se divertirem em conjunto, especialmente em épocas festivas. As peñas articipam ativamente nas festas e na sua organização e são comuns sobretudo em Navarra, onde as mais famosas são as de Pamplona, onde são chamadas peñas sanfermineras, pela sua participação nos Sanfermines, as grandes festas da cidade. Em contraste com os txokos, atualmente é comum que as peñas não sejam exclusivamente masculinas.
Um txoko pode também designar um local numa casa grande, geralmente uma cave, destinado a reuniões de amigos. Esses locais é habitual esses locais disporem duma cozinha e duma mesa ampla, daí também serem chamados txoko, por analogia.

## Explicação sociológica
A sociedade basca é tradicionalmente matriarcal. Na casas das cidades, nos caseríos[b] e nas casas dos arrantzales (pescadores) quem se encarrega das tarefas diárias é a mulher. O homem, apesar de ser o chefe de família e figurando socialmente como tal, assume um papel passivo na organização das tarefas do lar, inclusivamente nos caseríos, onde a produção agropecuária é importante. Diz-se que os txokos eram uma forma dos homens poderem "escapar-se" de casa e ao controle das mulheres e daí a proibição da entrada destas. Na maior parte dos casos, essa situação já mudou, devido a ser comum a mulher trabalhar fora de casa e à educação orientada para a igualdade dos sexos, o que levou a que as restrições  à participação das mulheres nas tertúlias tenham vindo a ser aliviadas.